# Lei Renmin
Lei Renmin (chiń. 雷任民; ur. 1909, zm. 25 stycznia 2005) – chiński działacz państwowy.
Pochodził z Pingyao (prowincja Shanxi). Przez wiele lat związany z ruchem komunistycznym, w 1927 wstąpił do Ligi Młodzieży Komunistycznej, a w 1937 do Komunistycznej Partii Chin. Wchodził w skład władz lokalnych i centralnych, zajmując m.in. od 1951 stanowisko wiceministra handlu zagranicznego. Był jednym z współtwórców Chińskiego Towarzystwa Kredytów i Inwestycji Zagranicznych; instytucja ta odegrała wiodącą rolę w pozyskaniu dla Chin rynków światowych w latach 70.